# AFC Champions League 2008
Die AFC Champions League 2008 war die 27. Auflage des höchsten Kontinentalwettbewerbs in Asien, der zum sechsten Mal unter seinem jetzigen Namen ausgetragen wurde.

## Teilnehmende Mannschaften
Neben dem Titelverteidiger Urawa Red Diamonds (Japan) nahmen 28 weitere Vereine aus 14 Ländern an diesem Wettbewerb teil. Indonesien standen ursprünglich zwei Startplätze zu, da der Verband Probleme hatte seine Wettbewerbe rechtzeitig zu beenden, wurden je ein weiterer Platz an Thailand und Vietnam vergeben.

### Westasien
| Irak (2)          | Erbil SC (Irakischer Meister) Al-Quwa al-Dschawiya (Irakischer Vize-Meister)      |
| Katar (2)         | Al-Sadd (Katarischer Meister) Al-Gharafa (Katarischer Vize-Meister)               |
| Kuwait (2)        | Al Kuwait SC (Kuwaitischer Meister) Al Qadsia Kuwait (Kuwaitischer Pokalsieger)   |
| Saudi-Arabien (2) | Al-Ittihad (Saudischer Meister) Al-Ahli (Saudischer Pokalsieger)                  |
| Syrien (2)        | Al-Karama (Syrischer Meister und Pokalsieger) Al-Ittihad (Syrischer Vize-Meister) |
| V.A.E. (2)        | Al-Wasl (VAE-Meister und Pokalsieger) Al-Wahda (VAE Vize-Meister)                 |

### Ostasien
| Volksrepublik China (2) | Changchun Yatai (Chinesischer Meister und Pokalsieger) Beijing Guoan (Chinesischer Vize-Meister) |
| Japan (2)               | Kashima Antlers (Japanischer Meister) Gamba Osaka (3. Platzierter und Finalist des Emperors Cup) |
| Südkorea (2)            | Pohang Steelers (Südkoreanischer Meister) Chunnam Dragons (Südkoreanischer Pokalsieger)          |

### Zentralasien
| Iran (2)       | Saipa Teheran (Iranischer Meister) Sepahan FC (Iranischer Pokalsieger)                  |
| Usbekistan (2) | Paxtakor Taschkent (Usbekischer Meister) Bunyodkor Taschkent (Usbekischer Vize-Meister) |

### Südostasien
| Australien (2) | Melbourne Victory (Australischer Meister) Adelaide United (Australischer Vize-Meister) |
| Thailand (2)   | FC Chonburi (Thailändischer Meister) FC Krung Thai Bank (Thailändischer Vize-Meister)  |
| Vietnam (2)    | Becamex Bình Dương (Vietnamesischer Meister) Nam Dinh FC (Vietnamesischer Pokalsieger) |

## Modus

### Gruppenphase
In der Gruppenphase spielten 28 Mannschaften in sieben Gruppen mit jeweils vier Teams im Ligamodus (Hin- und Rückspiel). Dabei wurden die Mannschaften nach geographischen Gesichtspunkten aufgeteilt. In den Gruppen A bis D spielten die Teams aus West- und Zentralasien, in den Gruppen E bis G traten die Mannschaften aus Ost- und Südostasien an. Neben Urawa Red Diamonds, dem Titelverteidiger der letzten Ausgabe, der an der Gruppenphase nicht teilnimmt, qualifizierten sich die sieben Gruppensieger für das Viertelfinale.
Das Turnier wurde mit der Drei-Punkte-Regel ausgetragen.

### Finalrunde
Das Viertelfinale wurde ausgelost, es konnten jedoch nicht zwei Mannschaften aus einem Land direkt aufeinandertreffen. Die Mannschaften spielten im K.-o.-System mit Hin- und Rückspiel den Turniersieger aus, wobei die Auswärtstorregel galt. Sofern auch im Rückspiel und/oder Endspiel nach regulärer Spielzeit und Verlängerung kein Sieger festgestanden hätte, wäre der Sieger im Elfmeterschießen ermittelt worden.
Der Turniersieger qualifizierte sich für die FIFA-Klub-Weltmeisterschaft 2008.

## Spielplan
- Gruppenphase: 12. März, 19. März, 9. April, 23. April, 7. Mai, 21. Mai
- Viertelfinale: 17. September, 24. September
- Halbfinale: 8. Oktober, 22. Oktober
- Finale: 5. November, 12. November

## Gruppenphase
Freilos:  Urawa Reds

### Gruppe A
| Pl. | Verein              | Sp. | S | U | N | Tore    | Diff. | Punkte |
| --- | ------------------- | --- | - | - | - | ------- | ----- | ------ |
| 1.  | Bunyodkor Taschkent | 6   | 4 | 1 | 1 | 008:200 | +6    | 13     |
| 2.  | Al-Ittihad          | 6   | 3 | 0 | 3 | 006:500 | +1    | 09     |
| 3.  | Sepahan FC          | 6   | 2 | 1 | 3 | 005:800 | −3    | 07     |
| 4.  | Al-Ittihad          | 6   | 2 | 0 | 4 | 004:800 | −4    | 06     |

| 12. März 2008 | Sepahan FC | 0:2 (0:1) | Al-Ittihad                                 | Foolad Shahr Stadium, Isfahan Zuschauer: 15.000 Schiedsrichter: Ben Williams |
| 12. März 2008 |            | Bericht   | Jésus Gomez (21.) Abdul Fattah Alaga (87.) | Foolad Shahr Stadium, Isfahan Zuschauer: 15.000 Schiedsrichter: Ben Williams |

| 12. März 2008 | Al-Ittihad        | 1:0 (0:0) | Bunyodkor Taschkent | Prince Abdullah Al-Faisal Stadium, Dschidda Zuschauer: 7.500 Schiedsrichter: Yūichi Nishimura |
| 12. März 2008 | Magno Alves (80.) | Bericht   |                     | Prince Abdullah Al-Faisal Stadium, Dschidda Zuschauer: 7.500 Schiedsrichter: Yūichi Nishimura |

| 19. März 2008 | Al-Ittihad | 0:1 (0:0) | Al-Ittihad        | Aleppo-International-Stadion, Aleppo Zuschauer: 41.000 Schiedsrichter: Abdullah Balideh |
| 19. März 2008 |            | Bericht   | Magno Alves (78.) | Aleppo-International-Stadion, Aleppo Zuschauer: 41.000 Schiedsrichter: Abdullah Balideh |

| 19. März 2008 | Bunyodkor Taschkent                        | 2:0 (0:0) | Sepahan FC | MHSK Stadioni, Taschkent Zuschauer: 13.000 Schiedsrichter: Fareed Al Marzouqi |
| 19. März 2008 | Ulugʻbek Baqoyev (61.) Temur Kapadze (80.) | Bericht   |            | MHSK Stadioni, Taschkent Zuschauer: 13.000 Schiedsrichter: Fareed Al Marzouqi |

| 9. April 2008 | Al-Ittihad | 0:2 (0:0) | Bunyodkor Taschkent                     | Aleppo-International-Stadion, Aleppo Zuschauer: 20.000 Schiedsrichter: Kim Dong-jin |
| 9. April 2008 |            | Bericht   | Jasur Hasanov (50.) Temur Kapadze (65.) | Aleppo-International-Stadion, Aleppo Zuschauer: 20.000 Schiedsrichter: Kim Dong-jin |

| 9. April 2008 | Sepahan FC                                    | 2:1 (0:0) | Al-Ittihad            | Azadi-Stadion, Teheran Zuschauer: 6.000 Schiedsrichter: Sun Baojie |
| 9. April 2008 | Seyed Mohammad Salehi (59.) Hadi Aghily (71.) | Bericht   | Talal Al-Meshal (89.) | Azadi-Stadion, Teheran Zuschauer: 6.000 Schiedsrichter: Sun Baojie |

| 23. April 2008 | Bunyodkor Taschkent | 1:0 (1:0) | Al-Ittihad | MHSK Stadioni, Taschkent Zuschauer: 12.000 Schiedsrichter: Malik Abdul Bashir |
| 23. April 2008 | Temur Kapadze (29.) | Bericht   |            | MHSK Stadioni, Taschkent Zuschauer: 12.000 Schiedsrichter: Malik Abdul Bashir |

| 23. April 2008 | Al-Ittihad | 0:1 (0:0) | Sepahan FC          | Prince Abdullah Al-Faisal Stadium, Dschidda Zuschauer: 4.000 Schiedsrichter: Saad Alfadhli |
| 23. April 2008 |            | Bericht   | Emad Mohammed (70.) | Prince Abdullah Al-Faisal Stadium, Dschidda Zuschauer: 4.000 Schiedsrichter: Saad Alfadhli |

| 7. Mai 2008 | Al-Ittihad                               | 2:1 (0:0) | Sepahan FC        | Aleppo-International-Stadion, Aleppo Zuschauer: 4.000 Schiedsrichter: Naser Al Ghafary |
| 7. Mai 2008 | Jonathan Laurens (61.) Jésus Gomez (64.) | Bericht   | Hadi Aghily (48.) | Aleppo-International-Stadion, Aleppo Zuschauer: 4.000 Schiedsrichter: Naser Al Ghafary |

| 7. Mai 2008 | Bunyodkor Taschkent                        | 2:0 (2:0) | Al-Ittihad | MHSK Stadioni, Taschkent Zuschauer: 13.000 Schiedsrichter: Subkhiddin Mohd Salleh |
| 7. Mai 2008 | Anvarjon Soliev (10.) Server Jeparov (38.) | Bericht   |            | MHSK Stadioni, Taschkent Zuschauer: 13.000 Schiedsrichter: Subkhiddin Mohd Salleh |

| 21. Mai 2008 | Sepahan FC                   | 1:1 (1:0) | Bunyodkor Taschkent       | Azadi-Stadion, Teheran Zuschauer: 150 Schiedsrichter: Abdullah al-Hilali |
| 21. Mai 2008 | Jalaladin Ali Mohammadi (2.) | Bericht   | Gochguli Gochguliev (72.) | Azadi-Stadion, Teheran Zuschauer: 150 Schiedsrichter: Abdullah al-Hilali |

| 21. Mai 2008 | Al-Ittihad                                     | 3:0 (2:0) | Al-Ittihad | Prince Abdullah Al-Faisal Stadium, Dschidda Zuschauer: 600 Schiedsrichter: Tayeb Shamsuzzaman |
| 21. Mai 2008 | Sultan Alnumare (30.), (50.) Naif Hazazi (42.) | Bericht   |            | Prince Abdullah Al-Faisal Stadium, Dschidda Zuschauer: 600 Schiedsrichter: Tayeb Shamsuzzaman |

### Gruppe B
| Pl. | Verein               | Sp. | S | U | N | Tore    | Diff. | Punkte |
| --- | -------------------- | --- | - | - | - | ------- | ----- | ------ |
| 1.  | Saipa Teheran        | 6   | 3 | 3 | 0 | 007:300 | +4    | 12     |
| 2.  | Al-Quwa al-Dschawiya | 6   | 2 | 2 | 2 | 005:500 | ±0    | 08     |
| 3.  | Al-Wasl              | 6   | 2 | 1 | 3 | 005:700 | −2    | 07     |
| 4.  | Al Kuwait SC         | 6   | 1 | 2 | 3 | 004:600 | −2    | 05     |

| 12. März 2008 | Al-Wasl | 0:1 (0:1) | Al-Quwa al-Dschawiya | Zabeel Stadium, Dubai Zuschauer: 7.500 Schiedsrichter: Khalil al-Ghamdi |
| 12. März 2008 |         | Bericht   | Ali Alwan (32.)      | Zabeel Stadium, Dubai Zuschauer: 7.500 Schiedsrichter: Khalil al-Ghamdi |

| 12. März 2008 | Al Kuwait SC       | 1:1 (1:0) | Saipa Teheran          | Al-Kuwait SC Stadium, Kuwait Zuschauer: 7.000 Schiedsrichter: Abdulrahman Mohammed Abdou |
| 12. März 2008 | Khalid Sa'ad (44.) | Bericht   | Milad Zaynadpour (66.) | Al-Kuwait SC Stadium, Kuwait Zuschauer: 7.000 Schiedsrichter: Abdulrahman Mohammed Abdou |

| 19. März 2008 | Al-Quwa al-Dschawiya | 0:0 | Al Kuwait SC | Al-Kuwait SC Stadium, Kuwait Zuschauer: 4.000 Schiedsrichter: Muhsen Basma |
| 19. März 2008 | Bericht              |     |              | Al-Kuwait SC Stadium, Kuwait Zuschauer: 4.000 Schiedsrichter: Muhsen Basma |

| 19. März 2008 | Saipa Teheran                            | 2:0 (1:0) | Al-Wasl | Enghelab Stadium, Karadsch Zuschauer: 8.000 Schiedsrichter: Masaaki Tōma |
| 19. März 2008 | Issa Traore (45.) Karim Ansarifard (57.) | Bericht   |         | Enghelab Stadium, Karadsch Zuschauer: 8.000 Schiedsrichter: Masaaki Tōma |

| 9. April 2008 | Al-Quwa al-Dschawiya | 0:1 (0:0) | Saipa Teheran     | Al-Kuwait SC Stadium, Kuwait Zuschauer: 1.000 Schiedsrichter: Salem Mahmoud Mujghef |
| 9. April 2008 |                      | Bericht   | Amir Vaziri (46.) | Al-Kuwait SC Stadium, Kuwait Zuschauer: 1.000 Schiedsrichter: Salem Mahmoud Mujghef |

| 9. April 2008 | Al-Wasl            | 1:0 (0:0) | Al Kuwait SC | Zabeel Stadium, Dubai Zuschauer: 4.622 Schiedsrichter: Yūichi Nishimura |
| 9. April 2008 | Tariq Hassan (75.) | Bericht   |              | Zabeel Stadium, Dubai Zuschauer: 4.622 Schiedsrichter: Yūichi Nishimura |

| 23. April 2008 | Saipa Teheran          | 1:1 (0:0) | Al-Quwa al-Dschawiya | Enghelab Stadium, Karadsch Zuschauer: 10.000 Schiedsrichter: Ravshan Ermatov |
| 23. April 2008 | Kianoush Rahmati (63.) | Bericht   | Ahmed Iyad (71.)     | Enghelab Stadium, Karadsch Zuschauer: 10.000 Schiedsrichter: Ravshan Ermatov |

| 23. April 2008 | Al Kuwait SC         | 2:1     | Al-Wasl     | Al-Kuwait SC Stadium, Kuwait Zuschauer: 1.500 Schiedsrichter: Mahmood Al Ghatrifi |
| 23. April 2008 | Khaled Ajab 10., 42. | Bericht | Essa Ali 4. | Al-Kuwait SC Stadium, Kuwait Zuschauer: 1.500 Schiedsrichter: Mahmood Al Ghatrifi |

| 7. Mai 2008 | Al-Quwa al-Dschawiya | 1:2 (0:0) | Al-Wasl                                                | Al-Kuwait SC Stadium, Kuwait Zuschauer: 100 Schiedsrichter: Hai Tan |
| 7. Mai 2008 | Ibrahim Kamel (69.)  | Bericht   | Mohammed Salem Al-Enazi (49.) Alexander Oliveira (64.) | Al-Kuwait SC Stadium, Kuwait Zuschauer: 100 Schiedsrichter: Hai Tan |

| 7. Mai 2008 | Saipa Teheran          | 1:0 (1:0) | Al Kuwait SC | Enghelab Stadium, Karadsch Zuschauer: 10.000 Schiedsrichter: Sun Baojie |
| 7. Mai 2008 | Kianoush Rahmati (24.) | Bericht   |              | Enghelab Stadium, Karadsch Zuschauer: 10.000 Schiedsrichter: Sun Baojie |

| 21. Mai 2008 | Al-Wasl             | 1:1 (1:0) | Saipa Teheran     | Zabeel Stadium, Dubai Zuschauer: 1.500 Schiedsrichter: Mark Shield |
| 21. Mai 2008 | André Dias (90.+2') | Bericht   | Issa Traoré (21.) | Zabeel Stadium, Dubai Zuschauer: 1.500 Schiedsrichter: Mark Shield |

| 21. Mai 2008 | Al Kuwait SC      | 1:2 (1:1) | Al-Quwa al-Dschawiya                          | Al-Kuwait SC Stadium, Kuwait Zuschauer: 250 Schiedsrichter: Masaaki Tōma |
| 21. Mai 2008 | Khaled Ajab (22.) | Bericht   | Haitham Kadhim (17.) Yasir Abdul-Muhsen (48.) | Al-Kuwait SC Stadium, Kuwait Zuschauer: 250 Schiedsrichter: Masaaki Tōma |

### Gruppe C
| Pl. | Verein    | Sp. | S | U | N | Tore    | Diff. | Punkte |
| --- | --------- | --- | - | - | - | ------- | ----- | ------ |
| 1.  | Al-Karama | 6   | 3 | 2 | 1 | 008:300 | +5    | 11     |
| 2.  | Al-Wahda  | 6   | 2 | 3 | 1 | 006:700 | −1    | 09     |
| 3.  | Al-Sadd   | 6   | 1 | 3 | 2 | 006:800 | −2    | 06     |
| 4.  | Al-Ahli   | 6   | 0 | 4 | 2 | 005:700 | −2    | 04     |

| 12. März 2008 | Al-Sadd                   | 2:1 (2:0) | Al-Ahli          | Jassim-Bin-Hamad-Stadion, Doha Zuschauer: 6.000 Schiedsrichter: Ravshan Ermatov |
| 12. März 2008 | Emerson (6.) Felipe (26.) | Bericht   | Val Baiano (73.) | Jassim-Bin-Hamad-Stadion, Doha Zuschauer: 6.000 Schiedsrichter: Ravshan Ermatov |

| 12. März 2008 | Al-Karama                                                           | 4:1 (2:0) | Al-Wahda                | Chālid-ibn-al-Walīd-Stadion, Homs Zuschauer: 30.000 Schiedsrichter: Abdullah al-Hilali |
| 12. März 2008 | Feras Esmaeel (3.) Zyad Chaabo (27.), (48.) Mohammad al-Hamwi (80.) | Bericht   | Mohamed Al Shehhi (83.) | Chālid-ibn-al-Walīd-Stadion, Homs Zuschauer: 30.000 Schiedsrichter: Abdullah al-Hilali |

| 19. März 2008 | Al-Ahli          | 1:1 (1:1) | Al-Karama               | Prince Abdullah Al-Faisal Stadium, Dschidda Zuschauer: 15.000 Schiedsrichter: Sun Baojie |
| 19. März 2008 | Al Thagafi (15.) | Bericht   | Mohammad al-Hamwi (44.) | Prince Abdullah Al-Faisal Stadium, Dschidda Zuschauer: 15.000 Schiedsrichter: Sun Baojie |

| 19. März 2008 | al-Wahda                            | 2:2 (1:1) | Al-Sadd                            | Al-Nahyan-Stadion, Abu Dhabi Zuschauer: 1.000 Schiedsrichter: Ben Williams |
| 19. März 2008 | Pinga (17.) Mohamed Al Shehhi (85.) | Bericht   | Carlos Tenorio (44.) Emerson (71.) | Al-Nahyan-Stadion, Abu Dhabi Zuschauer: 1.000 Schiedsrichter: Ben Williams |

| 9. April 2008 | Al-Ahli | 0:0 | Al-Wahda | Prince Abdullah Al-Faisal Stadium, Dschidda Zuschauer: 8.000 Schiedsrichter: Saad Alfadhli |
| 9. April 2008 | Bericht |     |          | Prince Abdullah Al-Faisal Stadium, Dschidda Zuschauer: 8.000 Schiedsrichter: Saad Alfadhli |

| 9. April 2008 | Al-Sadd | 0:2 (0:0) | Al-Karama                                 | Jassim-Bin-Hamad-Stadion, Doha Zuschauer: 6.000 Schiedsrichter: Malik Abdul Bashir |
| 9. April 2008 |         | Bericht   | Mohamad al-Hamwi (69.) Aatef Jenyat (73.) | Jassim-Bin-Hamad-Stadion, Doha Zuschauer: 6.000 Schiedsrichter: Malik Abdul Bashir |

| 23. April 2008 | Al-Wahda            | 2:1 (1:0) | Al-Ahli                | Al-Nahyan Stadium, Abu Dhabi Zuschauer: 5.000 Schiedsrichter: Mark Shield |
| 23. April 2008 | Josiel (35.), (84.) | Bericht   | Waleed Al Gizani (81.) | Al-Nahyan Stadium, Abu Dhabi Zuschauer: 5.000 Schiedsrichter: Mark Shield |

| 23. April 2008 | Al-Karama          | 1:0 (0:0) | Al-Sadd | Chālid-ibn-al-Walīd-Stadion, Homs Zuschauer: 25.000 Schiedsrichter: Matthew Breeze |
| 23. April 2008 | Aatef Jenyat (78.) | Bericht   |         | Chālid-ibn-al-Walīd-Stadion, Homs Zuschauer: 25.000 Schiedsrichter: Matthew Breeze |

| 7. Mai 2008 | Al-Ahli                       | 2:2 (2:1) | Al-Sadd                                    | Prince Abdullah Al-Faisal Stadium Zuschauer: 1.500 Schiedsrichter: Yūichi Nishimura |
| 7. Mai 2008 | Hussain Sulimani (28.), (42.) | Bericht   | Mohammed Gholam (32., pen) Yusef Ali (50.) | Prince Abdullah Al-Faisal Stadium Zuschauer: 1.500 Schiedsrichter: Yūichi Nishimura |

| 7. Mai 2008 | Al-Wahda                | 1:0 (0:0) | Al-Karama | Al-Nahyan-Stadion, Abu Dhabi Zuschauer: 6.000 Schiedsrichter: Kazuhiko Matsumura |
| 7. Mai 2008 | Mohamed Al Shehhi (90.) | Bericht   |           | Al-Nahyan-Stadion, Abu Dhabi Zuschauer: 6.000 Schiedsrichter: Kazuhiko Matsumura |

| 21. Mai 2008 | Al-Sadd | 0:0 | Al-Wahda | Jassim-Bin-Hamad-Stadion, Doha Zuschauer: 800 Schiedsrichter: Lee Gi Young |
| 21. Mai 2008 | Bericht |     |          | Jassim-Bin-Hamad-Stadion, Doha Zuschauer: 800 Schiedsrichter: Lee Gi Young |

| 21. Mai 2008 | Al-Karama | 0:0 | Al-Ahli | Chālid-ibn-al-Walīd-Stadion, Homs Zuschauer: 15.000 Schiedsrichter: Ravshan Ermatov |
| 21. Mai 2008 | Bericht   |     |         | Chālid-ibn-al-Walīd-Stadion, Homs Zuschauer: 15.000 Schiedsrichter: Ravshan Ermatov |

### Gruppe D
| Pl. | Verein             | Sp. | S | U | N | Tore    | Diff. | Punkte |
| --- | ------------------ | --- | - | - | - | ------- | ----- | ------ |
| 1.  | Al Qadsia Kuwait   | 6   | 3 | 2 | 1 | 008:700 | +1    | 11     |
| 2.  | Paxtakor Taschkent | 6   | 3 | 2 | 1 | 013:600 | +7    | 11     |
| 3.  | Erbil SC           | 6   | 2 | 2 | 2 | 008:110 | −3    | 08     |
| 4.  | Al-Gharafa         | 6   | 0 | 2 | 4 | 003:800 | −5    | 02     |

| 12. März 2008 | Paxtakor Taschkent | 0:1 (0:0) | Al Qadsia Kuwait | MHSK Stadioni, Taschkent Zuschauer: 12.000 Schiedsrichter: Subkhiddin Mohd Salleh |
| 12. März 2008 |                    | Bericht   | Ahmad Ajab (90.) | MHSK Stadioni, Taschkent Zuschauer: 12.000 Schiedsrichter: Subkhiddin Mohd Salleh |

| 12. März 2008 | Erbil SC             | 1:1 (0:1) | Al-Gharafa   | Prinz-Mohammed-Stadion, Zarqa Zuschauer: 250 Schiedsrichter: Talaat Najm |
| 12. März 2008 | Muslim Mubarak (61.) | Bericht   | Araújo (13.) | Prinz-Mohammed-Stadion, Zarqa Zuschauer: 250 Schiedsrichter: Talaat Najm |

| 19. März 2008 | Al Qadsia Kuwait       | 1:1 (0:1) | Erbil SC                | Mohammed-al-Hamad-Stadion, Kuwait Zuschauer: 8.000 Schiedsrichter: Khalil al-Ghamdi |
| 19. März 2008 | Khalaf Al Salama (81.) | Bericht   | Ahmad Salah Alwan (28.) | Mohammed-al-Hamad-Stadion, Kuwait Zuschauer: 8.000 Schiedsrichter: Khalil al-Ghamdi |

| 19. März 2008 | Al-Gharafa                      | 2:2 (0:0) | Paxtakor Taschkent                            | Al-Gharafa Stadium, Katar Zuschauer: 2.000 Schiedsrichter: Lee Gi Young |
| 19. März 2008 | Yunis Mahmud (57.) Araújo (65.) | Bericht   | Asror Aliqulov (68.) Zaynitdin Tadjiyev (85.) | Al-Gharafa Stadium, Katar Zuschauer: 2.000 Schiedsrichter: Lee Gi Young |

| 9. April 2008 | Al Qadsia Kuwait | 1:0 (0:0) | Al-Gharafa | Mohammed-al-Hamad-Stadion, Kuwait Zuschauer: 5.000 Schiedsrichter: Mahmood Al Ghatrifi |
| 9. April 2008 | Ahmad Ajab (62.) | Bericht   |            | Mohammed-al-Hamad-Stadion, Kuwait Zuschauer: 5.000 Schiedsrichter: Mahmood Al Ghatrifi |

| 9. April 2008 | Paxtakor Taschkent                            | 2:0 (0:0) | Erbil SC | MHSK Stadioni, Taschkent Zuschauer: 10.000 Schiedsrichter: Masoud Moradi |
| 9. April 2008 | Akmal Holmatov (47.) Alexander Geynrikh (52.) | Bericht   |          | MHSK Stadioni, Taschkent Zuschauer: 10.000 Schiedsrichter: Masoud Moradi |

| 23. April 2008 | Al-Gharafa | 0:1 (0:0) | Al Qadsia Kuwait     | Al-Gharafa Stadium, Katar Zuschauer: 1.000 Schiedsrichter: Hiroyoshi Takayama |
| 23. April 2008 |            | Bericht   | Bader Al-Mutwa (89.) | Al-Gharafa Stadium, Katar Zuschauer: 1.000 Schiedsrichter: Hiroyoshi Takayama |

| 23. April 2008 | Erbil SC            | 1:5 (1:1) | Paxtakor Taschkent                                                                                              | Prinz-Mohammed-Stadion, Zarqa Zuschauer: 180 Schiedsrichter: Mohamed Al Marzouqi |
| 23. April 2008 | Haidar Sabbah (19.) | Bericht   | Salah Al-Deen Siamand (38., Eigentor) Nodirbek Kuziboyev (69.) Darko Marković (73.), (81.) Akmal Holmatov (90.) | Prinz-Mohammed-Stadion, Zarqa Zuschauer: 180 Schiedsrichter: Mohamed Al Marzouqi |

| 7. Mai 2008 | Al Qadsia Kuwait                             | 2:2 (2:1) | Paxtakor Taschkent                          | Mohammed-al-Hamad-Stadion, Kuwait Zuschauer: 18.000 Schiedsrichter: Salem Mahmoud Mujghef |
| 7. Mai 2008 | Ahmad Ajab (20.) Khalaf Al Salama (45., pen) | Bericht   | Odil Ahmedov (36.) Zaynitdin Tadjiyev (81.) | Mohammed-al-Hamad-Stadion, Kuwait Zuschauer: 18.000 Schiedsrichter: Salem Mahmoud Mujghef |

| 7. Mai 2008 | Al-Gharafa | 0:1 (0:1) | Erbil SC                | Al-Gharafa Stadium, Katar Zuschauer: 200 Schiedsrichter: Muhsen Basma |
| 7. Mai 2008 |            | Bericht   | Ahmad Salah Alwan (29.) | Al-Gharafa Stadium, Katar Zuschauer: 200 Schiedsrichter: Muhsen Basma |

| 21. Mai 2008 | Paxtakor Taschkent                               | 2:0 (1:0) | Al-Gharafa | MHSK Stadioni, Taschkent Zuschauer: 3.000 Schiedsrichter: Satop Tongkhan |
| 21. Mai 2008 | Zaynitdin Tadjiyev (19.) Odil Ahmedov (88., pen) | Bericht   |            | MHSK Stadioni, Taschkent Zuschauer: 3.000 Schiedsrichter: Satop Tongkhan |

| 21. Mai 2008 | Erbil SC                                               | 4:2 (0:2) | Al Qadsia Kuwait                              | Prinz-Mohammed-Stadion, Zarqa Zuschauer: 120 Schiedsrichter: Hedayat Mombini |
| 21. Mai 2008 | Luay Salah (52.), (70.), (79.) Ahmad Salah Alwan (89.) | Bericht   | Saadoun Al Shammari (23.) Ali Al-Kandri (34.) | Prinz-Mohammed-Stadion, Zarqa Zuschauer: 120 Schiedsrichter: Hedayat Mombini |

### Gruppe E
| Pl. | Verein               | Sp. | S | U | N | Tore    | Diff. | Punkte |
| --- | -------------------- | --- | - | - | - | ------- | ----- | ------ |
| 1.  | Adelaide United      | 6   | 4 | 2 | 0 | 009:200 | +7    | 14     |
| 2.  | Changchun Yatai F.C. | 6   | 3 | 3 | 0 | 010:300 | +7    | 12     |
| 3.  | Pohang Steelers      | 6   | 1 | 2 | 3 | 006:700 | −1    | 05     |
| 4.  | Becamex Bình Dương   | 6   | 0 | 1 | 5 | 004:170 | −13   | 01     |

| 12. März 2008 | Changchun Yatai F.C.         | 2:1 (1:0) | Becamex Bình Dương   | Changchun City Stadium, Changchun Zuschauer: 10.000 Schiedsrichter: Ali Al Badwawi |
| 12. März 2008 | Du Zhenyu (4.) Cui Wei (70.) | Bericht   | Nguyễn Anh Đức (53.) | Changchun City Stadium, Changchun Zuschauer: 10.000 Schiedsrichter: Ali Al Badwawi |

| 12. März 2008 | Pohang Steelers | 0:2 (0:1) | Adelaide United                           | Steelyard-Stadion, Pohang Zuschauer: 8.436 Schiedsrichter: Mohsen Torky |
| 12. März 2008 |                 | Bericht   | Robert Cornthwaite (3.) Bruce Djite (59.) | Steelyard-Stadion, Pohang Zuschauer: 8.436 Schiedsrichter: Mohsen Torky |

| 19. März 2008 | Becamex Bình Dương   | 1:4 (1:0) | Pohang Steelers                                            | Gò-Đậu-Stadion, Thủ Dầu Một Zuschauer: 12.000 Schiedsrichter: Salem Mahmoud Mujghef |
| 19. März 2008 | Robson De Lima (11.) | Bericht   | Denilson (49.), (58.) Kim Jae-Sung (56.) Cho Hyo-Jin (64.) | Gò-Đậu-Stadion, Thủ Dầu Một Zuschauer: 12.000 Schiedsrichter: Salem Mahmoud Mujghef |

| 19. März 2008 | Adelaide United | 0:0 | Changchun Yatai F.C. | Hindmarsh Stadium, Adelaide Zuschauer: 10.510 Schiedsrichter: Hiroyoshi Takayama |
| 19. März 2008 | Bericht         |     |                      | Hindmarsh Stadium, Adelaide Zuschauer: 10.510 Schiedsrichter: Hiroyoshi Takayama |

| 9. April 2008 | Becamex Bình Dương | 1:2 (1:0) | Adelaide United                        | Gò-Đậu-Stadion, Thủ Dầu Một Zuschauer: 15.000 Schiedsrichter: Atallah Jatli Al Enezi |
| 9. April 2008 | Philani (85.)      | Bericht   | Diego Walsh (10.) Richie Alagich (78.) | Gò-Đậu-Stadion, Thủ Dầu Một Zuschauer: 15.000 Schiedsrichter: Atallah Jatli Al Enezi |

| 9. April 2008 | Changchun Yatai F.C.     | 1:0 (0:0) | Pohang Steelers | Changchun City Stadium, Changchun Zuschauer: 18.000 Schiedsrichter: Abdulrahman Mohammed Abdou |
| 9. April 2008 | Guillaume Dah Zadi (86.) | Bericht   |                 | Changchun City Stadium, Changchun Zuschauer: 18.000 Schiedsrichter: Abdulrahman Mohammed Abdou |

| 23. April 2008 | Adelaide United                                                 | 4:1 (0:0) | Becamex Bình Dương  | Hindmarsh Stadium, Adelaide Zuschauer: 13.802 Schiedsrichter: Abdullah al-Hilali |
| 23. April 2008 | Lucas Pantelis (56.) Travis Dodd (58.), (62.) Diego Walsh (77.) | Bericht   | Phạm Minh Đức (65.) | Hindmarsh Stadium, Adelaide Zuschauer: 13.802 Schiedsrichter: Abdullah al-Hilali |

| 23. April 2008 | Pohang Steelers                          | 2:2 (1:0) | Changchun Yatai F.C.            | Steelyard-Stadion, Pohang Zuschauer: 5.468 Schiedsrichter: Satop Tongkhan |
| 23. April 2008 | Hwang Jae-Won (64.) Hwang Jin-Sung (90.) | Bericht   | Wang Dong (35.) Du Zhenyu (70.) | Steelyard-Stadion, Pohang Zuschauer: 5.468 Schiedsrichter: Satop Tongkhan |

| 7. Mai 2008 | Becamex Bình Dương | 0:5 (0:3) | Changchun Yatai F.C.                                                                    | Gò-Đậu-Stadion, Thủ Dầu Một Zuschauer: 4.000 Schiedsrichter: Khalil al-Ghamdi |
| 7. Mai 2008 |                    | Bericht   | Wang Bo (2.), (37.) Guillaume Dah Zadi (13.) Yan Feng (78.) Samuel Caballero (90., pen) | Gò-Đậu-Stadion, Thủ Dầu Một Zuschauer: 4.000 Schiedsrichter: Khalil al-Ghamdi |

| 7. Mai 2008 | Adelaide United   | 1:0 (0:0) | Pohang Steelers | Hindmarsh Stadium, Adelaide Zuschauer: 11.805 Schiedsrichter: Ravshan Ermatov |
| 7. Mai 2008 | Diego Walsh (63.) | Bericht   |                 | Hindmarsh Stadium, Adelaide Zuschauer: 11.805 Schiedsrichter: Ravshan Ermatov |

| 21. Mai 2008 | Changchun Yatai F.C. | 0:0 | Adelaide United | Changchun City Stadium, Changchun Zuschauer: 4.571 Schiedsrichter: Abdulrahman Recho |
| 21. Mai 2008 | Bericht              |     |                 | Changchun City Stadium, Changchun Zuschauer: 4.571 Schiedsrichter: Abdulrahman Recho |

| 21. Mai 2008 | Pohang Steelers | 0:0 | Becamex Bình Dương | Steelyard-Stadion, Pohang Zuschauer: 20.000 Schiedsrichter: Subkhiddin Mohd Salleh |
| 21. Mai 2008 | Bericht         |     |                    | Steelyard-Stadion, Pohang Zuschauer: 20.000 Schiedsrichter: Subkhiddin Mohd Salleh |

### Gruppe F
| Pl. | Verein             | Sp. | S | U | N | Tore    | Diff. | Punkte |
| --- | ------------------ | --- | - | - | - | ------- | ----- | ------ |
| 1.  | Kashima Antlers    | 6   | 5 | 0 | 1 | 028:300 | +25   | 15     |
| 2.  | Beijing Guoan      | 6   | 4 | 0 | 2 | 014:900 | +5    | 12     |
| 3.  | Krung Thai Bank FC | 6   | 2 | 1 | 3 | 020:270 | −7    | 07     |
| 4.  | Nam Dinh FC        | 6   | 0 | 1 | 5 | 004:270 | −23   | 01     |

| 12. März 2008 | FC Krung Thai Bank | 1:9 (0:3) | Kashima Antlers | Chulalongkorn-Universitätsstadion, Bangkok Zuschauer: 2.000 Schiedsrichter: Muhsen Basma |
| 12. März 2008 | Kassim Kone (64.)  | Bericht   | Yūzō Tashiro (15.), (50.) Daiki Iwamasa (21.) Takuya Nozawa (34.), (90.) Marquinhos (47.), (69.), (71.) Ryūta Sasaki (73.) | Chulalongkorn-Universitätsstadion, Bangkok Zuschauer: 2.000 Schiedsrichter: Muhsen Basma |

| 12. März 2008 | Nam Dinh FC        | 1:3 (1:0) | Beijing Guoan                                           | Mỹ-Đình-Nationalstadion, Hanoi Zuschauer: 600 Schiedsrichter: Kim Dong-jin |
| 12. März 2008 | Lê Văn Duyệt (14.) | Bericht   | Yan Xiangchuang (57.) Du Wenhui (60.) Zhang Shuai (90.) | Mỹ-Đình-Nationalstadion, Hanoi Zuschauer: 600 Schiedsrichter: Kim Dong-jin |

| 19. März 2008 | Kashima Antlers                                                                       | 6:0 (1:0) | Nam Dinh FC | Kashima Soccer Stadium, Kashima Zuschauer: 7.087 Schiedsrichter: Mohamad Mansour |
| 19. März 2008 | Masashi Motoyama (25.), (48.) Marquinhos (58.), (67.) Yūzō Tashiro (73.) Danilo (90.) | Bericht   |             | Kashima Soccer Stadium, Kashima Zuschauer: 7.087 Schiedsrichter: Mohamad Mansour |

| 19. März 2008 | Beijing Guoan                                       | 4:2 (1:0) | FC Krung Thai Bank                                      | Fengtai-Stadion, Peking, Volksrepublik China Zuschauer: 14.000 Schiedsrichter: Atallah Jatli |
| 19. März 2008 | Du Wenhui (39.), (73.) Walter Martínez (51.), (75.) | Bericht   | Nantawat Thaensopa (58.) Peerapong Pichitchotirat (63.) | Fengtai-Stadion, Peking, Volksrepublik China Zuschauer: 14.000 Schiedsrichter: Atallah Jatli |

| 9. April 2008 | Kashima Antlers | 1:0 (0:0) | Beijing Guoan | Kashima Soccer Stadium, Kashima Zuschauer: 6.487 Schiedsrichter: Mohsen Torki |
| 9. April 2008 | Danilo 52.      | Bericht   |               | Kashima Soccer Stadium, Kashima Zuschauer: 6.487 Schiedsrichter: Mohsen Torki |

| 9. April 2008 | FC Krung Thai Bank | 9:1 (3:0) | Nam Dinh FC          | Chulalongkorn-Universitätsstadion, Bangkok Zuschauer: 500 Schiedsrichter: Hedayat Mombeni |
| 9. April 2008 | Kassim Kone (4.), (44.), (90.), (90.+2') Nantawat Thaensopa (8.), (46.), (59.), Pichitphong Choeichiu 64. Tanat Wongsupphalak (70.) | Bericht   | Trần Đức Dương (64.) | Chulalongkorn-Universitätsstadion, Bangkok Zuschauer: 500 Schiedsrichter: Hedayat Mombeni |

| 23. April 2008 | Beijing Guoan | 1:0 (1:0) | Kashima Antlers | Fengtai-Stadion, Peking Zuschauer: 16.000 Schiedsrichter: Subkhiddin Mohd Salleh |
| 23. April 2008 | Tiago (41.)   | Bericht   |                 | Fengtai-Stadion, Peking Zuschauer: 16.000 Schiedsrichter: Subkhiddin Mohd Salleh |

| 23. April 2008 | Nam Dinh FC                 | 2:2 (1:1) | FC Krung Thai Bank                                   | Mỹ-Đình-Nationalstadion, Hanoi Zuschauer: 2.000 Schiedsrichter: Mohammad Dharman |
| 23. April 2008 | Hoàng Ngọc Linh (2.), (47.) | Bericht   | Nantawat Thaensopa (21.) Pichitphong Choeichiu (90.) | Mỹ-Đình-Nationalstadion, Hanoi Zuschauer: 2.000 Schiedsrichter: Mohammad Dharman |

| 7. Mai 2008 | Kashima Antlers                                                                                                  | 8:1 (3:0) | FC Krung Thai Bank           | Kashima Soccer Stadium, Kashima Zuschauer: 5.540 Schiedsrichter: Matthew Breeze |
| 7. Mai 2008 | Daiki Iwamasa 19. Shinzō Kōroki 21. Yūzō Tashiro 45. Takuya Nozawa 46., 66. Mitsuo Ogasawara 50. Danilo 74., 83. | Report    | Peerapong Pichitchotirat 90. | Kashima Soccer Stadium, Kashima Zuschauer: 5.540 Schiedsrichter: Matthew Breeze |

| 7. Mai 2008 | Beijing Guoan                            | 3:0 (2:0) | Nam Dinh FC | Fengtai-Stadion, Peking Zuschauer: 9.000 Schiedsrichter: Kadhum Auda |
| 7. Mai 2008 | Guo Hui (14., pen) Yang Hao (32.), (78.) | Bericht   |             | Fengtai-Stadion, Peking Zuschauer: 9.000 Schiedsrichter: Kadhum Auda |

| 21. Mai 2008 | FC Krung Thai Bank                                                                | 5:3 (3:0) | Beijing Guoan                       | Chulalongkorn-Universitätsstadion, Bangkok Zuschauer: 400 Schiedsrichter: Fareed Ali Mohamed Al Marzouqi |
| 21. Mai 2008 | Nantawat Thaensopa (10.), (44.), (49.), (69., pen) Peerapong Pichitchotirat (27.) | Bericht   | Tiago (67., pen), (70.), (77., pen) | Chulalongkorn-Universitätsstadion, Bangkok Zuschauer: 400 Schiedsrichter: Fareed Ali Mohamed Al Marzouqi |

| 21. Mai 2008 | Nam Dinh FC | 0:4 (0:1) | Kashima Antlers                                                            | Mỹ-Đình-Nationalstadion, Hanoi Zuschauer: 1.200 Schiedsrichter: Mohamed Omar Al Saeedi |
| 21. Mai 2008 |             | Bericht   | Yūzō Tashiro (27.) Shinzō Kōroki (47.) Masashi Motoyama (75.) Danilo (87.) | Mỹ-Đình-Nationalstadion, Hanoi Zuschauer: 1.200 Schiedsrichter: Mohamed Omar Al Saeedi |

### Gruppe G
| Pl. | Verein            | Sp. | S | U | N | Tore    | Diff. | Punkte |
| --- | ----------------- | --- | - | - | - | ------- | ----- | ------ |
| 1.  | Gamba Osaka       | 6   | 4 | 2 | 0 | 014:800 | +6    | 14     |
| 2.  | Melbourne Victory | 6   | 2 | 1 | 3 | 010:110 | −1    | 07     |
| 3.  | Chunnam Dragons   | 6   | 1 | 3 | 2 | 008:100 | −2    | 06     |
| 4.  | Chonburi FC       | 6   | 1 | 2 | 3 | 007:100 | −3    | 05     |

| 12. März 2008 | Melbourne Victory                       | 2:0 (1:0) | Chunnam Dragons | Telstra Dome, Melbourne Zuschauer: 23.656 Schiedsrichter: Malik Abdul Bashir |
| 12. März 2008 | Kevin Muscat (28.) Rodrigo Vargas (66.) | Bericht   |                 | Telstra Dome, Melbourne Zuschauer: 23.656 Schiedsrichter: Malik Abdul Bashir |

| 12. März 2008 | Gamba Osaka | 1:1 (0:0) | FC Chonburi              | Osaka Expo ’70 Stadion, Osaka Zuschauer: 7.000 Schiedsrichter: Hedayat Mombeni |
| 12. März 2008 | Lucas (90.) | Bericht   | Arthit Suntornphit (59.) | Osaka Expo ’70 Stadion, Osaka Zuschauer: 7.000 Schiedsrichter: Hedayat Mombeni |

| 19. März 2008 | Chunnam Dragons                            | 3:4 (2:1) | Gamba Osaka                                                             | Gwangyang-Fußballstadion Zuschauer: 3.000 Schiedsrichter: Shamsuzzaman Tayeb Hasan |
| 19. März 2008 | Victor Simões (4.) Kim Tae-Su (27.), (60.) | Bericht   | Takahiro Futagawa (30.) Ryūji Bando (53.), (75.) Michihiro Yasuda (58.) | Gwangyang-Fußballstadion Zuschauer: 3.000 Schiedsrichter: Shamsuzzaman Tayeb Hasan |

| 19. März 2008 | FC Chonburi                                  | 3:1 (1:0) | Melbourne Victory    | Suphachalasai Stadium, Bangkok Zuschauer: 10.000 Schiedsrichter: Kadhum Auda |
| 19. März 2008 | Ney Fabiano (45.) Stephane Baga (79.), (90.) | Bericht   | Daniel Allsopp (57.) | Suphachalasai Stadium, Bangkok Zuschauer: 10.000 Schiedsrichter: Kadhum Auda |

| 9. April 2008 | Chunnam Dragons     | 1:0 (0:0) | FC Chonburi | Gwangyang-Fußballstadion Zuschauer: 500 Schiedsrichter: Abdullah al-Hilali |
| 9. April 2008 | Victor Simões (90.) | Bericht   |             | Gwangyang-Fußballstadion Zuschauer: 500 Schiedsrichter: Abdullah al-Hilali |

| 9. April 2008 | Melbourne Victory                               | 3:4 (2:2) | Gamba Osaka                                                            | Telstra Dome, Melbourne Zuschauer: 23.857 Schiedsrichter: Subkhiddin Mohd Salleh |
| 9. April 2008 | Daniel Allsopp (4.), (65.) Rodrigo Vargas (41.) | Bericht   | Takahiro Futagawa (31.) Baré (38.) Satoshi Yamaguchi (68.) Lucas (89.) | Telstra Dome, Melbourne Zuschauer: 23.857 Schiedsrichter: Subkhiddin Mohd Salleh |

| 23. April 2008 | FC Chonburi                           | 2:2 (0:1) | Chunnam Dragons                           | Suphachalasai Stadium, Bangkok Zuschauer: 10.000 Schiedsrichter: Hai Tan |
| 23. April 2008 | Pipob On-Mo (56.) Panuwat Jinta (88.) | Bericht   | Chung Joon-Yeon (5.) Kim Myung-Woon (48.) | Suphachalasai Stadium, Bangkok Zuschauer: 10.000 Schiedsrichter: Hai Tan |

| 23. April 2008 | Gamba Osaka                  | 2:0 (1:0) | Melbourne Victory | Osaka Expo ’70 Stadion, Osaka Zuschauer: 8,132 Schiedsrichter: Ali Al Badwawi |
| 23. April 2008 | Masato Yamazaki (31.), (57.) | Bericht   |                   | Osaka Expo ’70 Stadion, Osaka Zuschauer: 8,132 Schiedsrichter: Ali Al Badwawi |

| 7. Mai 2008 | Chunnam Dragons | 1:1 (1:1) | Melbourne Victory  | Gwangyang-Fußballstadion, Chunnam Zuschauer: 3.000 Schiedsrichter: Abdullah Balideh |
| 7. Mai 2008 | Ko Ki-Gu (37.)  | Bericht   | Tom Pondeljak (4.) | Gwangyang-Fußballstadion, Chunnam Zuschauer: 3.000 Schiedsrichter: Abdullah Balideh |

| 7. Mai 2008 | FC Chonburi | 0:2 (0:0) | Gamba Osaka                       | Suphachalasai Stadium, Bangkok Zuschauer: 10.000 Schiedsrichter: Abdulrahman Mohammed Abdou |
| 7. Mai 2008 |             | Bericht   | Masato Yamazaki (64.) Lucas (76.) | Suphachalasai Stadium, Bangkok Zuschauer: 10.000 Schiedsrichter: Abdulrahman Mohammed Abdou |

| 21. Mai 2008 | Melbourne Victory                                               | 3:1 (0:0) | FC Chonburi       | Telstra Dome, Melbourne Zuschauer: 9.558 Schiedsrichter: Salem Mahmoud Mujghef |
| 21. Mai 2008 | Kevin Muscat (56.) Archie Thompson (65.) Carlos Hernández (77.) | Bericht   | Ney Fabiano (55.) | Telstra Dome, Melbourne Zuschauer: 9.558 Schiedsrichter: Salem Mahmoud Mujghef |

| 21. Mai 2008 | Gamba Osaka             | 1:1 (0:0) | Chunnam Dragons          | Osaka Expo ’70 Stadion, Osaka Zuschauer: 7.160 Schiedsrichter: Sun Baojie |
| 21. Mai 2008 | Takahiro Futagawa (75.) | Bericht   | Yoo Hong-Youl (86., pen) | Osaka Expo ’70 Stadion, Osaka Zuschauer: 7.160 Schiedsrichter: Sun Baojie |

## Finalrunde

### Viertelfinale
Das Viertelfinale wurde in Hin- und Rückspielen ausgetragen. Die Hinspiele fanden am 17. September und die Rückspiele am 24. September statt.

#### Hinspiele
| 17. September 2008 | Al-Karama            | 1:2 (1:0) | Gamba Osaka                                   | Khaled Ibn Al Waleed Stadion, Homs Zuschauer: 17.000 Schiedsrichter: Matthew Breeze |
| 17. September 2008 | Belal Abduldaim (7.) | Bericht   | Satoshi Yamaguchi (70.) Masato Yamazaki (77.) | Khaled Ibn Al Waleed Stadion, Homs Zuschauer: 17.000 Schiedsrichter: Matthew Breeze |

| 17. September 2008 | Al Qadsia Kuwait                                                                 | 3:2 (1:1) | Urawa Red Diamonds                     | Mohammed Al Hamad Stadion, Kuwait Zuschauer: 12.000 Schiedsrichter: Masoud Moradi |
| 17. September 2008 | Fahed E.A.J. Alebrahim (18.) Selim Benachour (57.) Khalaf M.M.S. Almutairi (84.) | Bericht   | Edmílson dos Santos Silva (33.), (90.) | Mohammed Al Hamad Stadion, Kuwait Zuschauer: 12.000 Schiedsrichter: Masoud Moradi |

| 17. September 2008 | Saipa Teheran                                | 2:2 (2:2) | Bunyodkor Taschkent                 | Azadi-Stadion, Teheran Zuschauer: 40.000 Schiedsrichter: Saad Alfadhli |
| 17. September 2008 | Iman Razaghirad (19.) Kianoush Rahmati (40.) | Bericht   | José Villanueva (12.) Rivaldo (20.) | Azadi-Stadion, Teheran Zuschauer: 40.000 Schiedsrichter: Saad Alfadhli |

| 17. September 2008 | Kashima Antlers                    | 1:1 (0:1) | Adelaide United   | Kashima Soccer Stadium, Kashima (Ibaraki) Zuschauer: 7.004 Schiedsrichter: Gi Young Lee |
| 17. September 2008 | Robert Cornthwaite (47., Eigentor) | Bericht   | Travis Dodd (37.) | Kashima Soccer Stadium, Kashima (Ibaraki) Zuschauer: 7.004 Schiedsrichter: Gi Young Lee |

#### Rückspiele
| 24. September 2008 | Gamba Osaka                                   | 2:0 (0:0) | Al-Karama | Osaka Expo ’70 Stadion, Osaka Zuschauer: 9.656 Schiedsrichter: Sun Baojie |
| 24. September 2008 | Masato Yamazaki 83. Roniéliton dos Santos 85. | Bericht   |           | Osaka Expo ’70 Stadion, Osaka Zuschauer: 9.656 Schiedsrichter: Sun Baojie |

| 24. September 2008 | Urawa Red Diamonds                            | 2:0 (1:0) | Al Qadsia Kuwait | Saitama Stadium, Saitama Zuschauer: 41.790 Schiedsrichter: Ben Williams |
| 24. September 2008 | Takahito Sōma (31.) Marcus Tulio Tanaka (54.) | Bericht   |                  | Saitama Stadium, Saitama Zuschauer: 41.790 Schiedsrichter: Ben Williams |

| 24. September 2008 | Bunyodkor Taschkent                                                                  | 5:1 (3:0) | Saipa Teheran         | MHSK Stadioni, Taschkent Zuschauer: 15.000 Schiedsrichter: Muhsen Basma |
| 24. September 2008 | José Villanueva (9.), (19.), (52.) Rivaldo (45.) Luiz Carlos Nascimento Júnior (68.) | Bericht   | Saber Mirghorbani 47. | MHSK Stadioni, Taschkent Zuschauer: 15.000 Schiedsrichter: Muhsen Basma |

| 24. September 2008 | Adelaide United          | 1:0 (0:0) | Kashima Antlers | Hindmarsh Stadium, Adelaide Zuschauer: 16.965 Schiedsrichter: Saad Alfadhli |
| 24. September 2008 | Robert Cornthwaite (72.) | Bericht   |                 | Hindmarsh Stadium, Adelaide Zuschauer: 16.965 Schiedsrichter: Saad Alfadhli |

### Halbfinale
Das Halbfinale wurde in Hin- und Rückspielen ausgetragen. Die Hinspiele fanden am 8. Oktober und die Rückspiele am 22. Oktober statt.

#### Hinspiele
| 8. Oktober 2008 | Gamba Osaka         | 1:1 (0:0) | Urawa Red Diamonds | Osaka Expo ’70 Stadion, Osaka Zuschauer: 17.166 Schiedsrichter: Abdullah al-Hilali |
| 8. Oktober 2008 | Yasuhito Endō (81.) | Bericht   |                    | Osaka Expo ’70 Stadion, Osaka Zuschauer: 17.166 Schiedsrichter: Abdullah al-Hilali |

| 8. Oktober 2008 | Adelaide United                                                              | 3:0 (0:0) | Bunyodkor Taschkent | Hindmarsh Stadium, Adelaide Zuschauer: 16.998 Schiedsrichter: Sun Baojie |
| 8. Oktober 2008 | Diego Walsh (57.) Fabian Barbiero (76.) Cristiano dos Santos Rodrigues (89.) | Bericht   |                     | Hindmarsh Stadium, Adelaide Zuschauer: 16.998 Schiedsrichter: Sun Baojie |

#### Rückspiele
| 22. Oktober 2008 | Urawa Red Diamonds     | 1:3 (1:0) | Gamba Osaka                                                       | Saitama Stadium, Saitama Zuschauer: 53.287 Schiedsrichter: Muhsen Basma |
| 22. Oktober 2008 | Naohiro Takahara (36.) | Bericht   | Satoshi Yamaguchi (51.) Tomokazu Myōjin (72.) Yasuhito Endō (77.) | Saitama Stadium, Saitama Zuschauer: 53.287 Schiedsrichter: Muhsen Basma |

| 22. Oktober 2008 | Bunyodkor Taschkent   | 1:0 (0:0) | Adelaide United | MHSK Stadioni, Taschkent Zuschauer: 17.000 Schiedsrichter: Ali al-Badwawi |
| 22. Oktober 2008 | Anvarjon Soliev (78.) | Bericht   |                 | MHSK Stadioni, Taschkent Zuschauer: 17.000 Schiedsrichter: Ali al-Badwawi |

### Finale
Das Finale wurde in Hin- und Rückspiel ausgetragen. Das Hinspiel fand am 5. November, das Rückspiel am 12. November statt.

#### Hinspiel
| Gamba Osaka                                        | Gamba Osaka | Adelaide United | Adelaide United |
| -------------------------------------------------- | --- | --- | --------------- |
| Gamba Osaka                                        | \| Hinspiel \| \| 5. November 2008 in Osaka (Osaka Expo ’70 Stadion) \| \| Ergebnis: 3:0 (2:0) \| \| Zuschauer: 20.639 \| \| Schiedsrichter: Abdul Malik ( Singapur) \| \| Spielbericht \|                                                                       | \| Hinspiel \| \| 5. November 2008 in Osaka (Osaka Expo ’70 Stadion) \| \| Ergebnis: 3:0 (2:0) \| \| Zuschauer: 20.639 \| \| Schiedsrichter: Abdul Malik ( Singapur) \| \| Spielbericht \|                                                      | Adelaide United |
| Gamba Osaka                                        | Yōsuke Fujigaya – Sota Nakazawa, Satoshi Yamaguchi , Akira Kaji – Yasuhito Endō, Takahiro Futagawa, Michihiro Yasuda (75. Takumi Shimohira), Hayato Sasaki (69. Roni), Tomokazu Myōjin (64. Masato Yamazaki), Hideo Hashimoto – Lucas Cheftrainer: Akira Nishino | Eugene Galekovic – Angelo Costanzo, Cássio (84. Robert Younis), Scott Jamieson, Robert Cornthwaite, Sasa Ognenovski – Lucas Pantelis (73. Jason Spagnuolo), Kristian Sarkies, Travis Dodd , Diego Walsh – Cristiano Cheftrainer: Aurelio Vidmar | Adelaide United |
| Gamba Osaka                                        | 1:0 Lucas (37.) 2:0 Yasuhito Endō (43.) 3:0 Michihiro Yasuda (89.) | | Adelaide United |
| Gamba Osaka                                        | Kristian Sarkies (35.), Angelo Costanzo (41.), Eugene Galekovic (90.) | | Adelaide United |
| Hinspiel                                           | | |                 |
| 5. November 2008 in Osaka (Osaka Expo ’70 Stadion) | | |                 |
| Ergebnis: 3:0 (2:0)                                | | |                 |
| Zuschauer: 20.639                                  | | |                 |
| Schiedsrichter: Abdul Malik ( Singapur)            | | |                 |
| Spielbericht                                       | | |                 |

#### Rückspiel
| Adelaide United                                    | Adelaide United | Gamba Osaka | Gamba Osaka |
| -------------------------------------------------- | --- | --- | ----------- |
| Adelaide United                                    | \| Rückspiel \| \| 12. November 2008 in Adelaide (Hindmarsh Stadium) \| \| Ergebnis: 0:2 (0:2) \| \| Zuschauer: 17.000 \| \| Schiedsrichter: Subkhiddin Mohd Salleh ( Malaysia) \| \| Spielbericht \|                                                           | \| Rückspiel \| \| 12. November 2008 in Adelaide (Hindmarsh Stadium) \| \| Ergebnis: 0:2 (0:2) \| \| Zuschauer: 17.000 \| \| Schiedsrichter: Subkhiddin Mohd Salleh ( Malaysia) \| \| Spielbericht \|                                                                   | Gamba Osaka |
| Adelaide United                                    | Mark Birighitti – Michael Valkanis, Cássio, Scott Jamieson, Robert Cornthwaite, Sasa Ognenovski – Kristian Sarkies (58. Jason Spagnuolo), Travis Dodd , Diego Walsh (69. Lucas Pantelis), Paul Reid – Cristiano (69. Robert Younis) Cheftrainer: Aurelio Vidmar | Yōsuke Fujigaya – Sota Nakazawa, Satoshi Yamaguchi , Akira Kaji – Yasuhito Endō, Takahiro Futagawa, Michihiro Yasuda (64. Takumi Shimohira), Hayato Sasaki (58. Masato Yamazaki), Tomokazu Myōjin (81. Ryūji Bando), Hideo Hashimoto – Lucas Cheftrainer: Akira Nishino | Gamba Osaka |
| Adelaide United                                    | 0:1 Lucas (4.) 0:2 Lucas (15.) | | Gamba Osaka |
| Adelaide United                                    | Cristiano (37.), Michael Valkanis (41.) | Yasuhito Endō (68.), Takumi Shimohira (83.) | Gamba Osaka |
| Rückspiel                                          | | |             |
| 12. November 2008 in Adelaide (Hindmarsh Stadium)  | | |             |
| Ergebnis: 0:2 (0:2)                                | | |             |
| Zuschauer: 17.000                                  | | |             |
| Schiedsrichter: Subkhiddin Mohd Salleh ( Malaysia) | | |             |
| Spielbericht                                       | | |             |

## Beste Torschützen
| Rang | Spieler            | Klub                  | Tore |
| ---- | ------------------ | --------------------- | ---- |
| 1    | Nantawat Thaensopa | FC Krung Thai Bank    | 9    |
| 2    | Lucas              | Gamba Osaka           | 6    |
| 3    | Marquinhos         | Kashima Antlers       | 5    |
|      | Masato Yamazaki    | Gamba Osaka           | 5    |
|      | Kassim Kone        | FC Krung Thai Bank FC | 5    |
|      | Yūzō Tashiro       | Kashima Antlers       | 5    |
|      | Danilo             | Kashima Antlers       | 5    |